# Rivière Romaine
Vous lisez un « bon article » labellisé en 2024.
Pour les articles homonymes, voir Romaine et La Romaine.
Cet article possède un paronyme, voir Romaine (rivière).
La rivière Romaine est un cours d'eau de la Côte-Nord, au Québec (Canada) qui se jette dans le golfe du Saint-Laurent à l'ouest de la municipalité de Havre-Saint-Pierre.
D'une longueur de 451 km, la Romaine fait partie d'un groupe de grandes rivières de la moyenne Côte-Nord qui s'écoulent dans une direction nord-sud pour se jeter dans le golfe du Saint-Laurent. Ces rivières ont en commun de couler dans des vallées encaissées dans les roches archéennes du Bouclier canadien. Le débit moyen annuel de la Romaine à la station hydrométrique située à 18 km de l'embouchure est de 292 m3/s.
La Romaine prend sa source dans la région du lac Long, à la frontière du Québec et de la province de Terre-Neuve-et-Labrador dont elle constitue la frontière jusqu'au 52e parallèle puis la rivière suit un cours nord-sud relativement rectiligne pendant environ 150 km, avant de bifurquer vers l'ouest pour se jeter dans le golfe. Le territoire est particulièrement accidenté à partir d'un secteur situé à environ 200 km de l'embouchure. C’est pourquoi les missionnaires et les explorateurs historiques, suivant le conseil de leurs guides autochtones, ont choisi de terminer leur descente vers le Saint-Laurent par la rivière Saint-Jean.
La Romaine est fréquentée depuis des milliers d'années par des groupes de chasseurs nomades qui l’exploitaient pour subvenir à leurs besoins. Après l'arrivée des marchands et missionnaires euro-canadiens, les Innus ont pratiqué la traite des fourrures et adopté la religion catholique, tout en résistant longtemps à la sédentarisation. Aujourd'hui, les Innus d'Ekuanitshit habitent la réserve indienne de Mingan à l'ouest. Située à une quinzaine de kilomètres à l'est de l'embouchure de la Romaine, la ville de Havre-Saint-Pierre a été fondée en 1857.
La Romaine est surtout connue au XXIe siècle pour le complexe hydroélectrique qu'y a construit Hydro-Québec entre 2009 et 2023. Les quatre centrales hydroélectriques du complexe ont une puissance installée de 1 550 MW.

## Toponymie

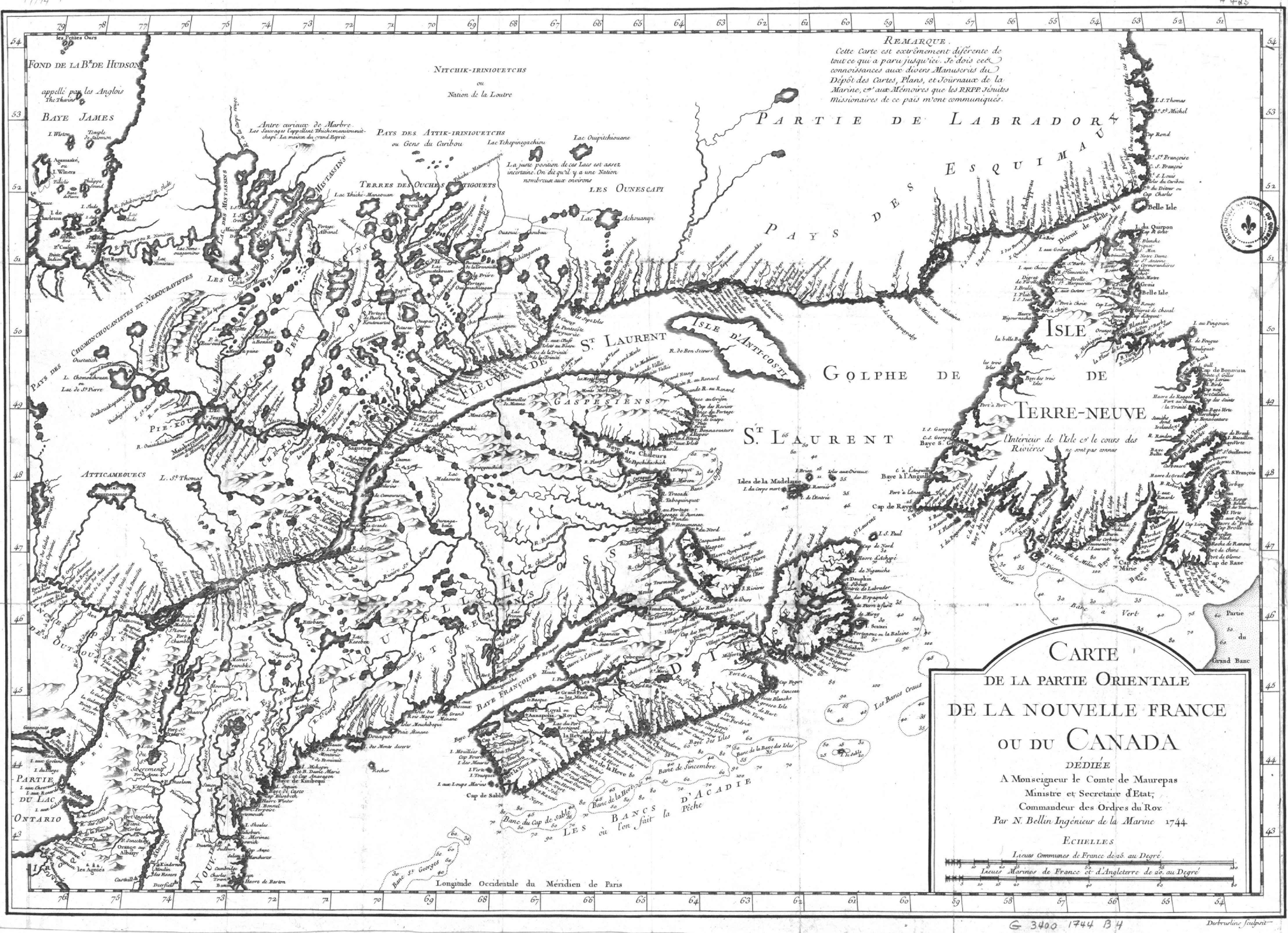
La Carte de la partie orientale de la Nouvelle-France ou du Canada de Jacques-Nicolas Bellin (1744). La rivière Romaine y est désignée sous le nom de R. d'eau Ramane.

La Commission de toponymie du Québec indique que le nom Romaine pour désigner cette rivière est attesté depuis le XIXe siècle. Il tirerait sa source d'une adaptation française du terme amérindien « Ouraman », qu'avait notée Jean-Baptiste-Louis Franquelin dès 1685. La Carte de la partie orientale de la Nouvelle-France ou du Canada de Jacques-Nicolas Bellin de 1744 la désigne sous le nom « R. d'eau Ramane ». Les Innus, qui revendiquent cette région comme une partie du Nitassinan, leur territoire ancestral, parlent de la Romaine en la nommant Kanatuahkuiau (« là où la rivière est coupée par des rapides de chaque côté »), Uanaman Hipu (« rivière à la peinture [ocre] ») et Uepatauekat Shipu (« endroit où il y a de hauts talus »).

## Milieu physique

### Hydrographie

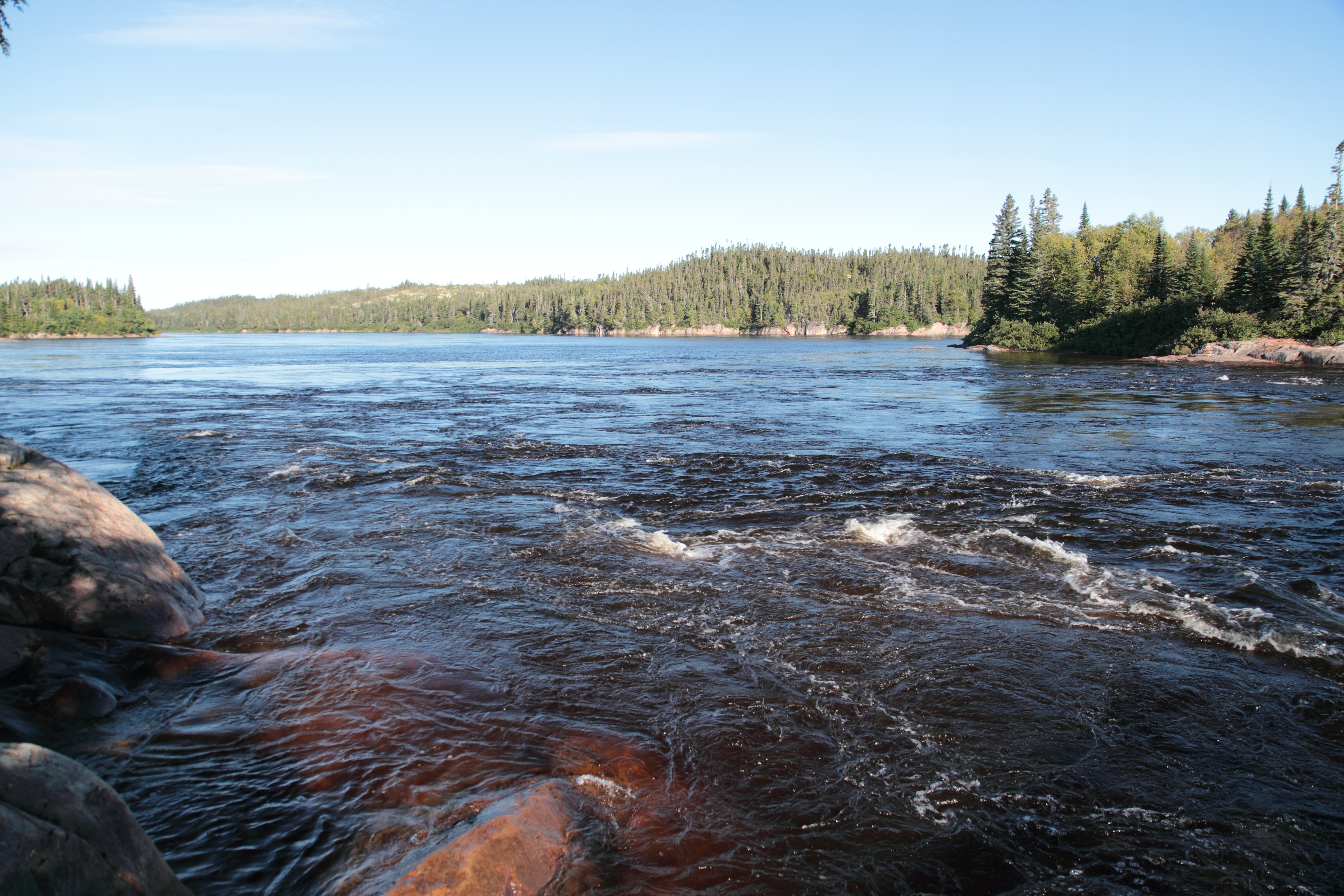
La rivière Romaine dans son cours inférieur.

La rivière Romaine prend sa source dans un massif de collines au nord du lac Long et s'écoule sur une distance de 451 km dans une orientation nord-sud sur la plus grande partie de son cours. La Romaine se jette dans le golfe du Saint-Laurent à proximité des limites de la réserve de parc national de l'Archipel-de-Mingan, à l'ouest de Havre-Saint-Pierre.
Comme plusieurs autres rivières de la Côte-Nord, la rivière Romaine draine un immense territoire. Son bassin versant s'étend sur une superficie d'environ 14 500 km2,. Il présente une forme allongée dans son axe nord-sud et s'étend sur une distance de 285 km. Le réseau hydrographique, qui s'étend de part et d'autre de la rivière sur une largeur variant entre 25  et   75 km, emprunte un réseau de fractures de l'assise rocheuse peu altérable. Les tributaires présentent souvent des segments rectilignes qui bifurquent en angle droit avant leur confluence.

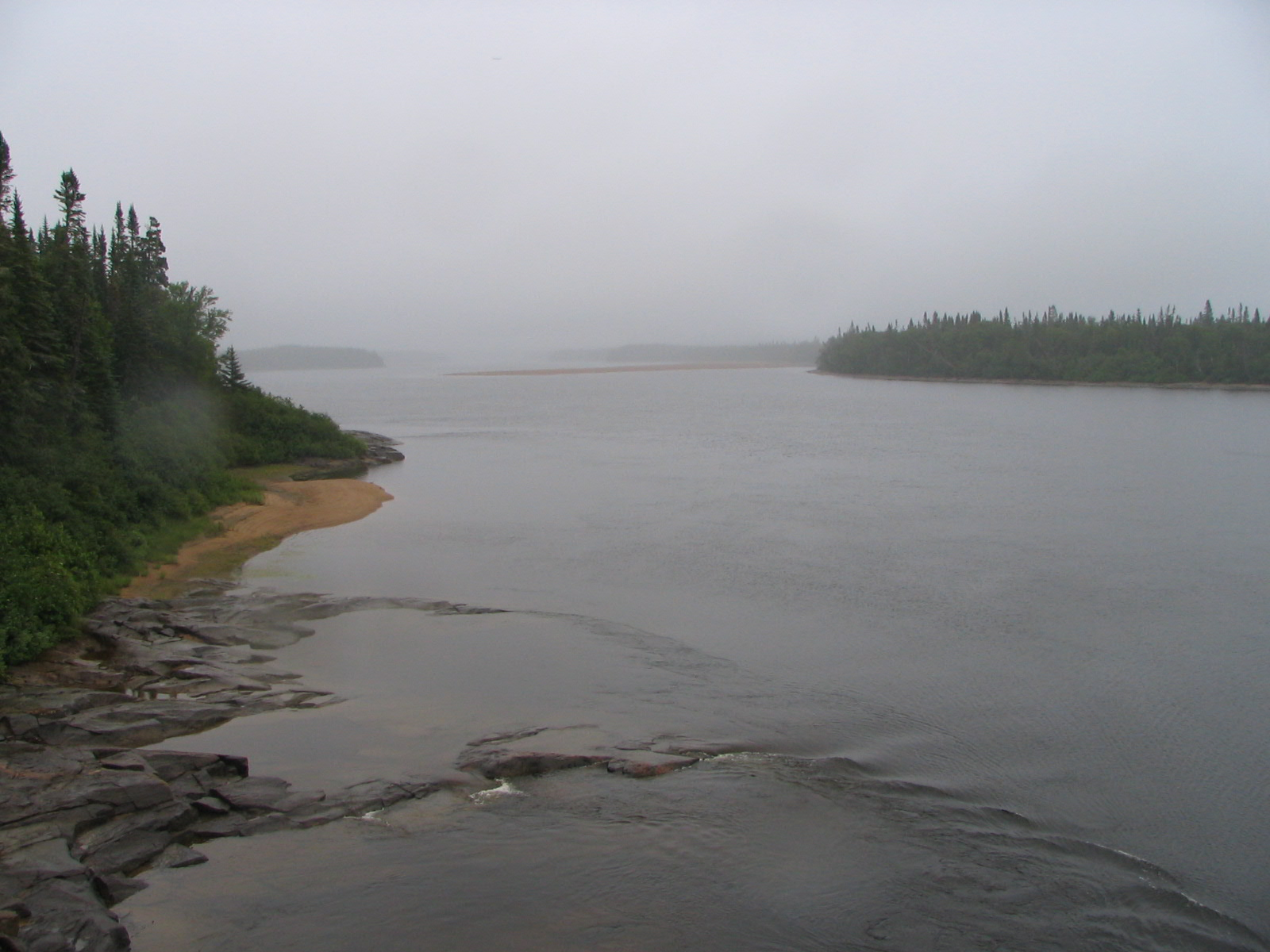
La Romaine se jette dans le golfe du Saint-Laurent, face à des îles de la réserve de parc national de l'Archipel-de-Mingan. Photo prise de la route 138 (Route des Baleines), du pont 02498 W, poutres en béton armé, 2004.

Le cours principal de la rivière Romaine est entièrement situé au Québec, puisqu'en vertu du tracé du comité judiciaire du Conseil privé de Londres de 1927, la rive gauche de la rivière Romaine délimite la frontière entre le Québec et Terre-Neuve-et-Labrador entre sa source et le 52e degré de latitude Nord,. Le Québec considère néanmoins que le tracé de 1927 est « non définitif » et ne l'a jamais officiellement entériné. Selon l'Organisme de bassins versants Duplessis, qui est responsable du Plan directeur de l'eau de la région, le bassin versant de la Romaine est situé à 83,6 % dans la MRC Minganie et à 16,4 % dans la province de Terre-Neuve-et-Labrador.
Dans la partie supérieure de son cours, la Romaine recoupe plusieurs lacs, dont le lac Brûlé, le lac Lavoie et le lac Lozeau. Dans cette section du plateau laurentien, la rivière adopte un style fluvial à méandres et les pentes sont faibles. C'est d'ailleurs dans ce secteur qu'on retrouve des plans d'eau naturels d'assez grande dimension, comme le lac Brûlé (93,1 km2) et le lac Sénécal (50,9 km2).
Les lacs situés en aval de la rivière des Sauterelles, au point kilométrique (PK) 282, sont plus étroits et remplissent des dépressions du plateau laurentien. C'est notamment le cas des lacs Allard (19,2 km2) et Puyjalon (13,1 km2), situés aux environs du PK 70. Les lacs sont beaucoup moins nombreux dans la plaine côtière.
La Romaine est alimentée par une vingtaine d'affluents, dont les plus importants sont, de l’amont vers l’aval, la rivière aux Sauterelles, la rivière Touladis (PK 233,5), le ruisseau Katahtauatshupunan (PK 230), la Petite rivière Romaine (PK 217), la rivière Jérôme (PK 214,5), la rivière Baubert (PK 198,5), la rivière Glapion (PK 187,5), la rivière Garneau (PK 181,5), le ruisseau Mista (PK 149), la rivière de l'Abbé-Huard (PK 131,5), la rivière Bernard (PK 128), un ruisseau sans dénomination situé vers le PK 95, la rivière Romaine Sud-Est (PK 82,5) et la rivière Puyjalon (PK 13).
En aval de la Petite rivière Romaine, la rivière bifurque vers le sud-est et s'encaisse dans les hauts plateaux rocheux pour plus d'une centaine de kilomètres, entre le site du barrage de la Romaine-4 (PK 191,9) et le bassin des Murailles, situé au PK 83,7. Dans ce secteur présente une succession de chutes et de rapides, séparés de segments à écoulement plus lent. Le dénivelé de ce tronçon est de 300 m et la pente est de l'ordre de 2,5 m/km.
Le site de la Grande Chute au PK 52,5 marque la transition entre le plateau laurentien et la plaine côtière. À partir de ce point, la rivière s'est taillé une place dans une vallée post-glaciaire formée de sédiments meubles. Au PK 43, la rivière bifurque vers l'ouest jusqu'à l'embouchure. Le dernier tronçon de la rivière compte trois chutes en aval de la Grande Chute : la chute à Charlie (PK 35), la chute de l'Église (PK 6) et la chute Utshinahkuhiu (PK 2).

### Hydrologie

#### Débits
Le débit module à la Grande Chute (site de la centrale Romaine-1 au PK 52,5) de la rivière Romaine est de 291 m3/s. La crue printanière débute vers le 1er mai, atteint son maximum trois semaines plus tard et se termine à la fin juin. La crue médiane est de 1 523 m3/s. Le tableau suivant présente les caractéristiques du régime hydrologique à l'emplacement de la centrale Romaine-1 avant et après la construction du complexe de la Romaine.
Selon l'étude d'impact du complexe de la Romaine, les débit futur à l'emplacement de la centrale de la Romaine-1 après sa mise en service sera beaucoup plus stable tout au long de l'année. Il sera plus élevé que le débit historique de décembre à avril, plus faible en mai et juin et semblable aux conditions antérieures de juillet à novembre. La pointe de la crue arrivera avec deux à trois semaines de retard.
Avec la mise en place d'un régime de gestion des débits optimisé pour la production d'énergie, les barrages ont été progressivement abaissés à leur niveau minimal en hiver avant l'arrivée de la crue. Hydro-Québec exploite généralement ses turbines de manière à produire le maximum d'énergie avec l'eau dont elle dispose, donc en deçà des débits d'équipement. La production sera cependant poussée à son maximum lorsque la demande est forte ou lorsqu'il existe une forte possibilité d'avoir à déverser des surplus d'eau.

#### Régime thermique et comportement des glaces

##### Conditions historiques
Historiquement, la température de l'eau descend près de zéro en hiver dans la partie de la rivière à l'aval de la Grande Chute. Le réchauffement commence dans une fourchette de trois semaines centrée sur la mi-mai. Elle atteint 7 °C à la fin mai, 14 °C à la fin juin et atteint sa température maximale, entre 21 et 23 °C, entre la mi-juillet et la mi-août. La température de l'eau descend ensuite assez rapidement. Elle atteint 14 °C le 1er septembre, 10 °C le 1er octobre, puis 2,5 °C le 1er novembre. Le point de congélation est atteint dix jours plus tard. En amont, la date du réchauffement peut varier de quelques jours et la température maximale de l'eau en été n'atteindra que de 14,5 à 13 °C entre les sites des centrales Romaine-1 et Romaine-4, et 12 °C au PK 290.
Avant la construction des aménagements hydroélectriques, la couverture de glace sur la rivière Romaine en amont de l'emplacement actuel de la centrale Romaine-1 commençait à se former au début de décembre, sauf dans certaines zones de rapides où on observait un plus grand nombre de tronçons en eau libre. La couverture de glace augmentait pendant tout l'hiver pour atteindre sa valeur maximale en avril. Au cours d'un hiver normal, la rivière pouvait être recouverte d'une couche de glace pouvant varier entre 60  et   80 cm.
Selon Hydro-Québec, le club de motoneigistes Le Blizzard – qui utilise un critère d’épaisseur de glace de 20 cm pour donner des conseils de sécurité aux adeptes de la motoneige – considère que la Romaine est couverte de glace autour du 5 décembre. Le dégel se produit au mois de mai, même si les conditions météorologiques font varier la date où la rivière se libère des glaces.

##### Conditions modifiées par le complexe de la Romaine
Les aménagements hydroélectriques ont un impact sur la température de l'eau et le régime des glaces des réservoirs nouvellement créés. La température de l'eau de la rivière Romaine est aujourd'hui plus froide de 4 °C en été et plus chaude de 1 à 2°C au cours de l'hiver. Les réservoirs présentent une stratification verticale en hiver et en été, et atteignent l'isothermie à 4 °C au printemps et à l’automne.
Les variations de la température de l'eau provoquées par le harnachement de la rivière modifie le régime des glaces durant la saison froide. Par exemple, la glace commence à se former à la tête du réservoir de la Romaine-4 vers la fin novembre, avec un « léger retard par rapport aux conditions actuelles », indiquait l'étude d'impact environnemental du promoteur en 2007. La glace couvre ensuite entièrement les réservoirs de la Romaine-3 et de la Romaine-2, à l'exception des limites amont des réservoirs, qui sont alimentées par l'eau relativement plus chaude provenant des centrales en amont. Dépendant des rigueurs de l'hiver, la couverture de glace sur les réservoirs atteint un maximum variant entre 60  et   100 cm au cours du mois de mars.
La situation est différente en aval de la centrale de la Romaine-2, puisque la température de l'eau empêche la formation de la glace sur une vingtaine de kilomètres pendant tout l'hiver. En aval de la centrale de la Romaine-1, la glace se forme sur tout le cours d'eau jusqu'à l'embouchure, à l'exception d'un tronçon de 6 km en aval de la centrale de la Romaine-1. Le gel survient maintenant avec un certain retard sur la situation qui prévalait avant la construction des aménagements hydroélectriques.

#### Qualité de l'eau
La qualité bactériologique et physico-chimique de la rivière, telle qu'évaluée par l'indice IQBP du ministère de l'Environnement du Québec est bonne, considérant les concentrations de chlorophylle a, de matières en suspension, d'azote ammoniacal, de nitrites-nitrates, de phosphore total, la saturation d'oxygène dissous et la turbidité, selon des analyses menées de 1979 à 1985 et de 2001 à 2004. Les mesures de pH (médianes de 6,5 pour la rivière et le lac) ont été volontairement omises du calcul de l'indice par l'OBV Duplessis, puisque la roche cristalline du Bouclier canadien et les acides humiques des sols podzolisés expliquent l'acidité de l'eau dans toute la région. Il en va de même pour le critère de transparence, qui est faible sur la Côte-Nord en raison du lessivage et des fortes concentrations de carbone organique dissous en provenance des tourbières.
Hydro-Québec, qui a fait mener des campagnes d'échantillonnage de l'eau entre 2000 et 2005, arrive à la conclusion que les valeurs enregistrées à trois sites le long de la rivière et dans un lac témoin (le lac du Vingt-Deuxième Mille) « sont, dans l'ensemble, équivalentes aux valeurs observées dans d'autres rivières et lacs de la Côte-Nord, notamment la rivière Moisie ». L'acidité naturelle de la rivière (les niveaux enregistrés varient pour la Romaine de 6,0  à   6,7) est un phénomène connu des chercheurs, qui jugent que ce facteur ne provoque « à peu près pas d'effets néfastes » pour la vie aquatique des lacs et rivières, même si le niveau de 6,5 n'est pas respecté.
Dans son étude d'impact, Hydro-Québec prévoit que les modifications apportées à la rivière par l'aménagement de ses centrales hydroélectriques ne causeront « aucune perte des usages de l'eau durant l'exploitation du complexe », parce que la qualité de l'eau permettra le maintien de la vie aquatique et ne nuira pas à la pratique d'activités récréatives. Par ailleurs, Hydro-Québec recommande de ne jamais boire l'eau d'un cours d'eau naturel à moins de l'avoir fait bouillir avant de la consommer. 

#### Mercure
D'après une étude de 2002, les valeurs en mercure total aux stations de mesurage sur la rivière et au lac du Vingt-Deuxième Mille indiquent des teneurs oscillant entre 1,1  et   1,4 ng/l dans la rivière, et un peu plus élevées (1,8 ng/l) dans le lac. Les valeurs pour le méthylmercure sont respectivement de 0,06  et   0,07 ng/l et de 0,05 ng/l. Ces faibles teneurs sont comparables à ce qui a été mesuré au complexe La Grande.
Hydro-Québec prévoyait une montée temporaire de la teneur en mercure des poissons vivant en aval des ouvrages hydroélectriques après la mise en eau des réservoirs. Une étude de suivi environnemental menée en 2017, la troisième année suivant la mise en eau du réservoir de la Romaine-2, a mesuré l'évolution des teneurs en mercure. Comme prévu, les teneurs en mercure de la chair du meunier noir, du grand corégone et du grand brochet étaient « significativement plus élevées que les teneurs moyennes de l’ensemble des milieux naturels échantillonnés » en 2001 et en 2004. C'est également le cas en aval de la centrale de la Romaine-2 et dans le réservoir de la Romaine-1. Toutefois, les auteurs notent que les teneurs observées en 2017 « ne sont pas supérieures aux prévisions » des études préalables. Ces valeurs sont utilisées pour informer la population des risques de contamination associés à la consommation de certaines espèces de poisson.

### Géologie et géomorphologie

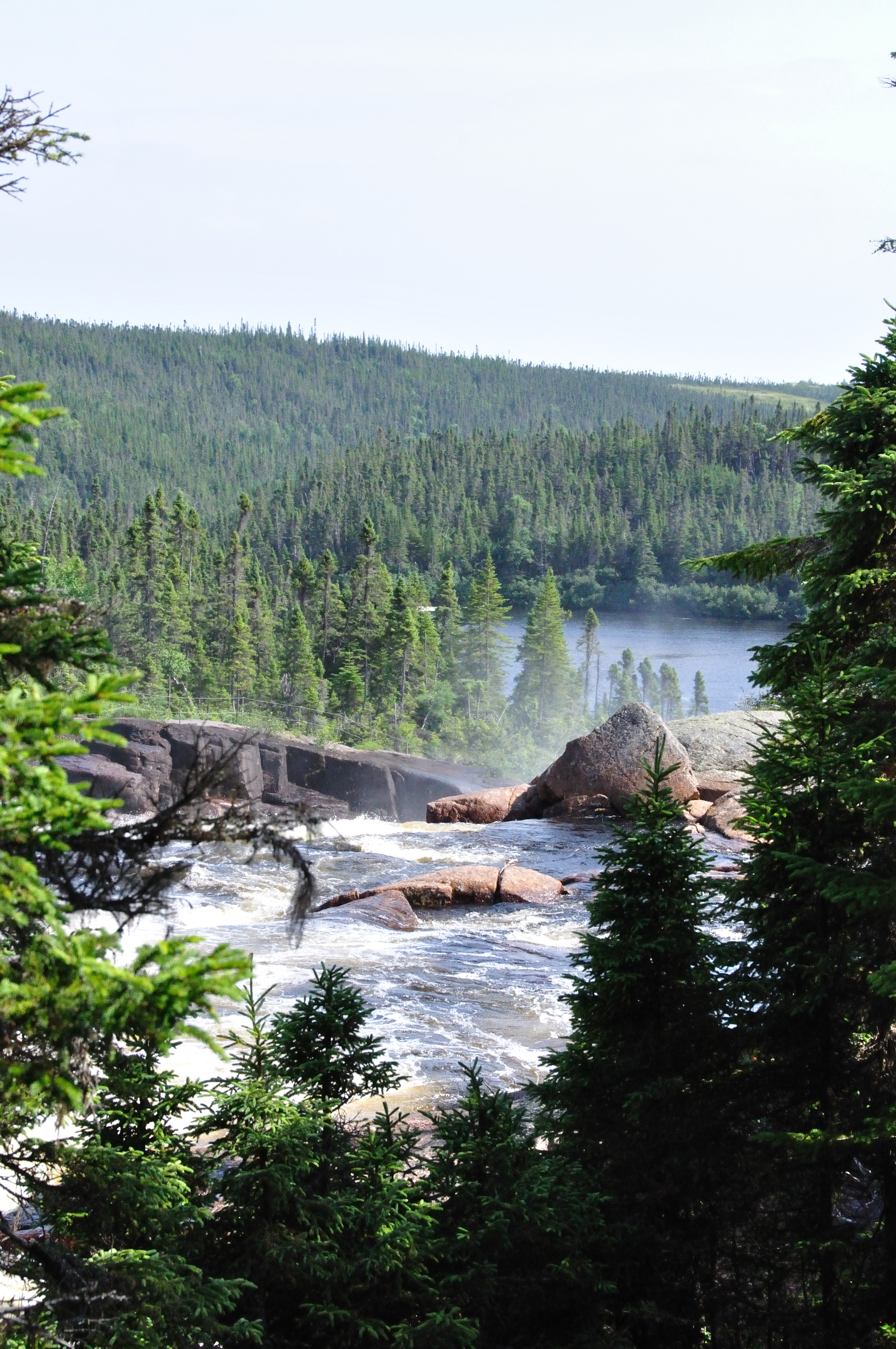
La rivière Romaine est située dans le sous-domaine bioclimatique de la pessière noire à mousses de l'est.

La rivière Romaine coule dans une vallée profondément encaissée, taillée dans un socle rocheux de la province géologique de Grenville, d’âge mésoprotérozoïque (entre 1 190  et   990 millions d'années).
Dans la région située au sud du 52e parallèle, quatre assemblages lithologiques se succèdent : au nord, la roche se compose de granites et de pegmatites. La partie centrale — la suite anorthositique de Havre-Saint-Pierre — est composée de roches ignées, anorthosites et gabbros. Plus au sud, les roches intrusives très déformées, gneiss, granites et monzonites, cohabitent avec les roches sédimentaires qui apparaissent à partir de 135 km de l'embouchure.
Dans la partie de la rivière à l'aval de la Grande Chute, au point kilométrique 52,5, les dépôts quaternaires masquent en grande partie la roche en place. Des affleurements de calcaires, de shales et de grès affleurent parfois dans la partie littorale. Ces roches sédimentaires paléozoïques forment notamment les îles de l'archipel de Mingan.
Les différentes positions du glacier ont laissé quelques moraines frontales au moment du recul de l'inlandsis. Dans l'Étude d'impact sur l'environnement qu'elle a préparée en vue de la construction du complexe de la Romaine, Hydro-Québec Production note que les deux principales moraines dans le secteur sont présentes de part et d'autre de la rivière aux environs des kilomètres 55 et 108. L'étude note aussi que le till devient plus abondant dans le secteur de l'aménagement Romaine-4 (au kilomètre 191,9) et plus au nord.

### Climatologie
Compte tenu de son étendue, de son orientation nord-sud et de l'élévation graduelle de son niveau, le bassin versant de la rivière Romaine n’a pas un climat homogène. La proximité du golfe du Saint-Laurent tempère les régions les plus au sud du bassin, où la température moyenne annuelle se situe à 1 °C, à Havre-Saint-Pierre, alors qu'elle est de −3 °C dans les parties plus proches de la source de la rivière. Toutefois, il arrive que la température dans le nord du bassin soit plus élevée en été que dans les régions longeant l'embouchure. Dans le sud du bassin, la période hivernale s'étend de la mi-novembre à la mi-avril.
L'influence marine sur le climat local s'illustre aussi par les niveaux de précipitation annuels, qui atteignent 1 030 mm, dont 710 mm de pluie, dans le sud du bassin, alors que le nord ne reçoit en moyenne que 852 mm, dont 446 mm de pluie.

## Milieu biologique

### Poissons

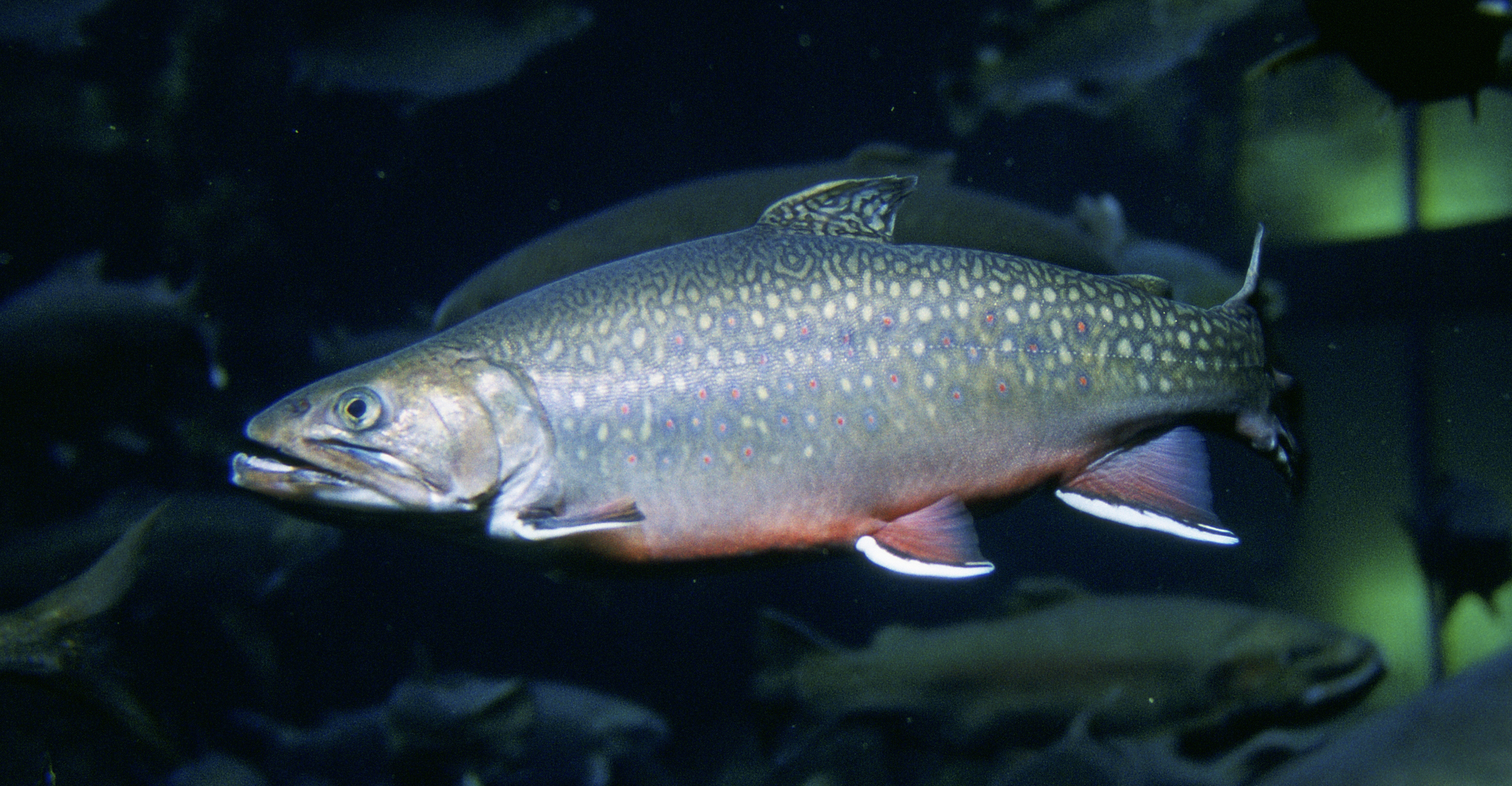
L'omble de fontaine.

Pas moins de 18 espèces de poisson ont été inventoriées en 2004 et 2005 dans les eaux de la rivière Romaine, entre le PK 0 et le PK 290. Les dix espèces les plus fréquentes sont dans l'ordre le meunier rouge (41,5 %), l'omble de fontaine (26,1 %), le meunier noir (14,2 %), le grand brochet (6,1 %), le méné de lac (3,4 %), la ouitouche (2,4 %), le grand corégone (2,3 %), le ménomini rond (1,7 %), le touladi (1,1 %) et le naseux des rapides (0,6 %).
Les communautés de poissons de la rivière sont relativement homogènes, mais l'abondance relative de chacune des espèces varie entre l'amont et l'aval. Ainsi, les populations d'omble de fontaine et de meunier rouge augmentent graduellement en remontant le cours de la rivière du sud au nord alors que c'est l'inverse pour les concentrations de meunier noir. D'autres espèces, comme l'anguille d'Amérique, l'éperlan arc-en-ciel, l'épinoche à quatre épines, l'épinoche tachetée et le fouille-roche zébré, n'ont été trouvées qu'à l'aval du site du barrage de la Romaine-1. Il est à noter que la plupart des espèces recensées dans la rivière ont une croissance lente et une maturation sexuelle tardive caractéristique des milieux nordiques.
Les tributaires de la rivière Romaine et les lacs du bassin versant sont un peu moins diversifiés que la rivière elle-même : on dénombre 14 espèces de poissons dans les tributaires contre 13 dans les lacs. Les poissons sont plus petits dans les tributaires et la dynamique des populations est accélérée dans les plus petits cours d'eau. Les communautés des lacs sont très variées et varient grandement d'un lac à l'autre. Trente pour cent des lacs du bassin ne contiennent aucun poisson.
On retrouve 24 frayères de saumon atlantique en aval du barrage de la Romaine-1. Cinq sont situées dans la rivière, aux kilomètres 34,5, 46,2, 48,9, 51,3 et 51,4, alors que les autres ont été retrouvées dans les tributaires. Les frayères de saumon atlantique ont un faciès d'écoulement seuil et chenal, une vitesse de l'eau de 0,67 m/s et une profondeur moyenne de 1,6 m, sauf pour la frayère à 34,5 km de l'embouchure, qui a été découverte dans des eaux plus profondes que la normale de 1,5  à   3,5 m.

### Végétation et flore

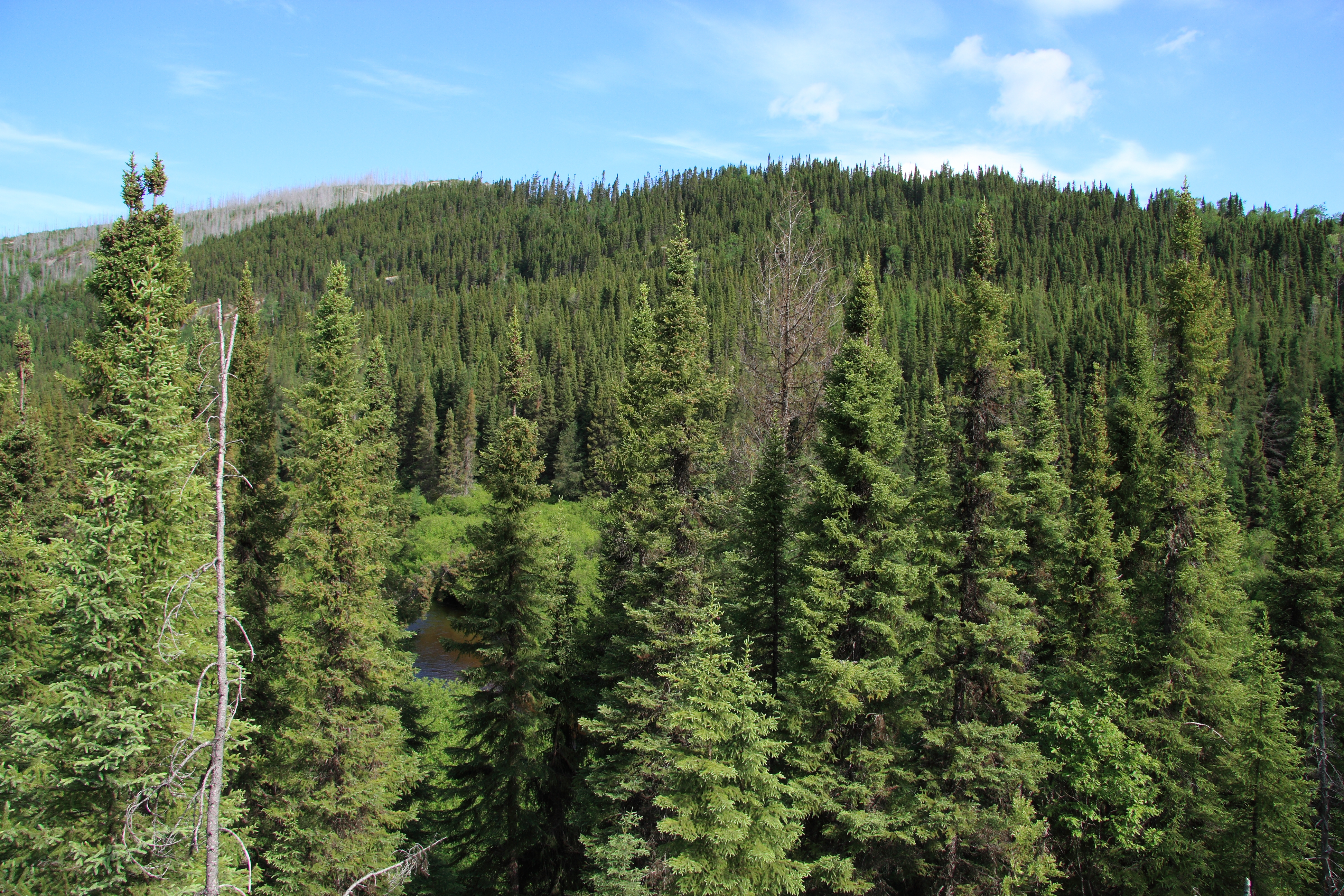
Les peuplements forestiers de la Côte-Nord sont dominés par l'épinette noire.

La plus grande partie du bassin versant de la rivière Romaine appartient au sous-domaine bioclimatique de la pessière noire à mousses de l'est, qui forme la partie la plus nordique de la forêt boréale continue. Les peuplements forestiers offrent des paysages uniformes dominés par l'épinette noire, qui forme un bon nombre de peuplements purs. D'autres espèces, comme le sapin baumier, le bouleau blanc et le peuplier faux-tremble complètent le couvert forestier. Les feux de forêt constituent le principal facteur influant sur la dynamique forestière dans cette région.

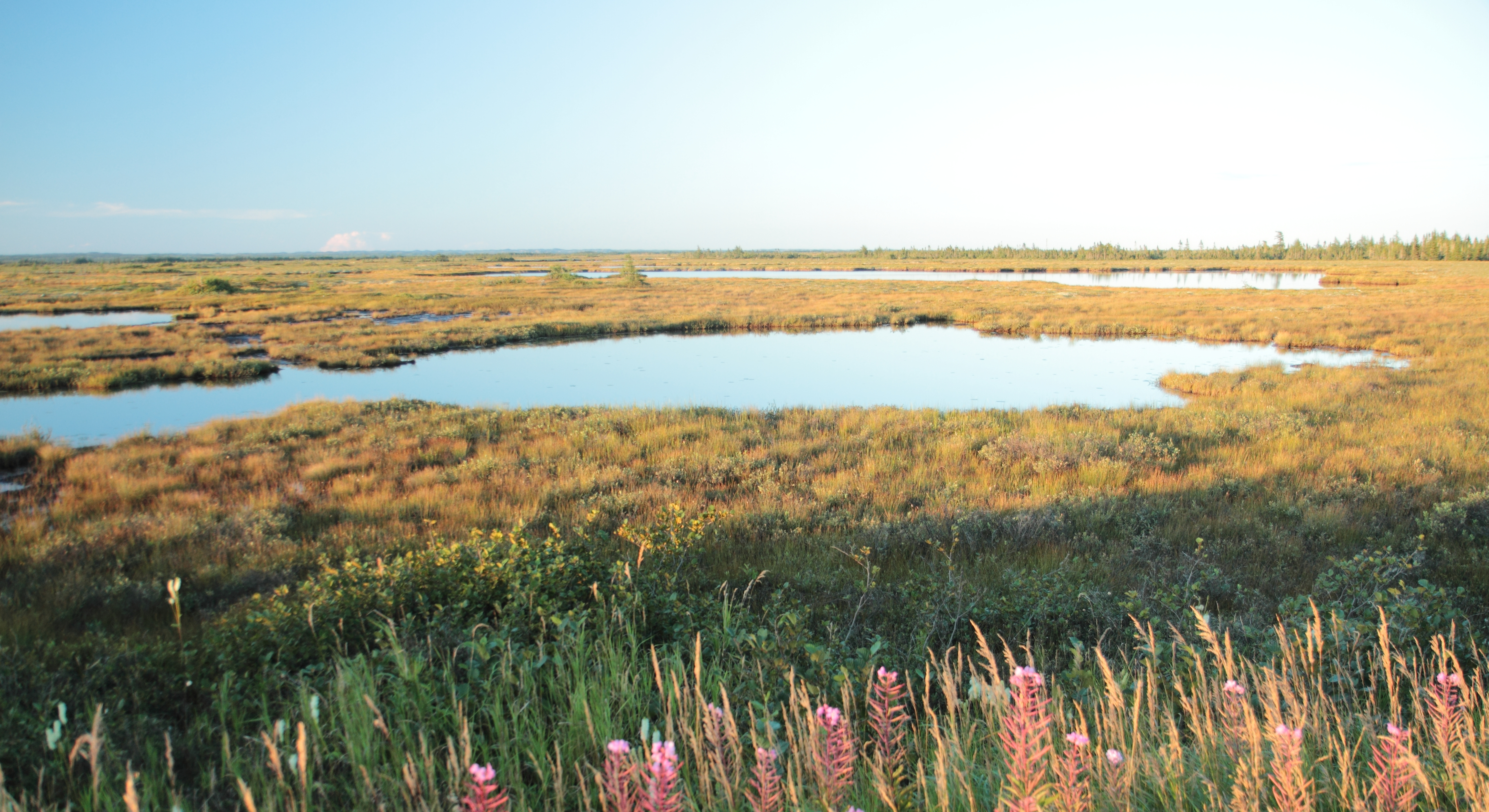
Tourbière ombrotrophe dans la plaine côtière près de Havre-Saint-Pierre.

En aval de la Grande Chute, la plaine côtière est couverte par de vastes complexes de tourbières ombrotrophes à mares, qui occupent les terrasses sableuses situées de part et d'autre de la rivière. La région compte relativement peu de tourbières minérotrophes, qui sont très dispersées. Les tourbières constituent 8,4 % des milieux répertoriés dans le territoire étudié dans le cadre de l'étude d'impact sur l'aménagement hydroélectrique de la Romaine.

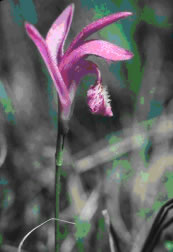
L'aréthuse bulbeuse (Arethusa bulbosa) est une plante d'intérêt identifiée pendant les inventaires floristiques réalisés avant la construction du complexe de la Romaine.

Dans le cours inférieur de la Romaine, les milieux riverains sont surtout constitués de marécages et d'herbiers. À l'embouchure, les milieux côtiers comportent de vastes zostéraies dans le littoral maritime et les eaux peu profondes.
Les milieux côtiers de l'embouchure de la Romaine sont principalement constitués de bas marais sur dépôts fins dans les baies abritées et de hauts marais sur dépôts grossiers dans les pointes sableuses. Les herbiers de zostère marine sont abondants sur le littoral inférieur et dans les eaux peu profondes à l'est de la zone de l'embouchure de la rivière.
Quinze plantes d'intérêt ont été observées dans la zone étudiée lors de l'étude d'impact d'Hydro-Québec. La grande majorité (13 sur 15) de ces plantes ont été localisées uniquement dans la partie sud de la zone d'étude, en aval de la Grande Chute. Une plante, l'aréthuse bulbeuse, se trouve à la fois dans la zone amont et aval des réservoirs. Et deux autres plantes se trouvent à proximité des réservoirs. La matteuccie fougère-à-l'autruche se trouve uniquement dans les limites du réservoir Romaine-2 et l'hudsonie tomenteuse n'a été recensée qu'en marge du réservoir Romaine-4.
La rareté de la plupart des espèces identifiées est directement liée à celle de leur habitat. Toutefois, certaines autres plantes, comme la matteuccie fougère-à-l'autruche, sont rares parce qu'elles subissent de fortes pressions anthropiques.

### Faune

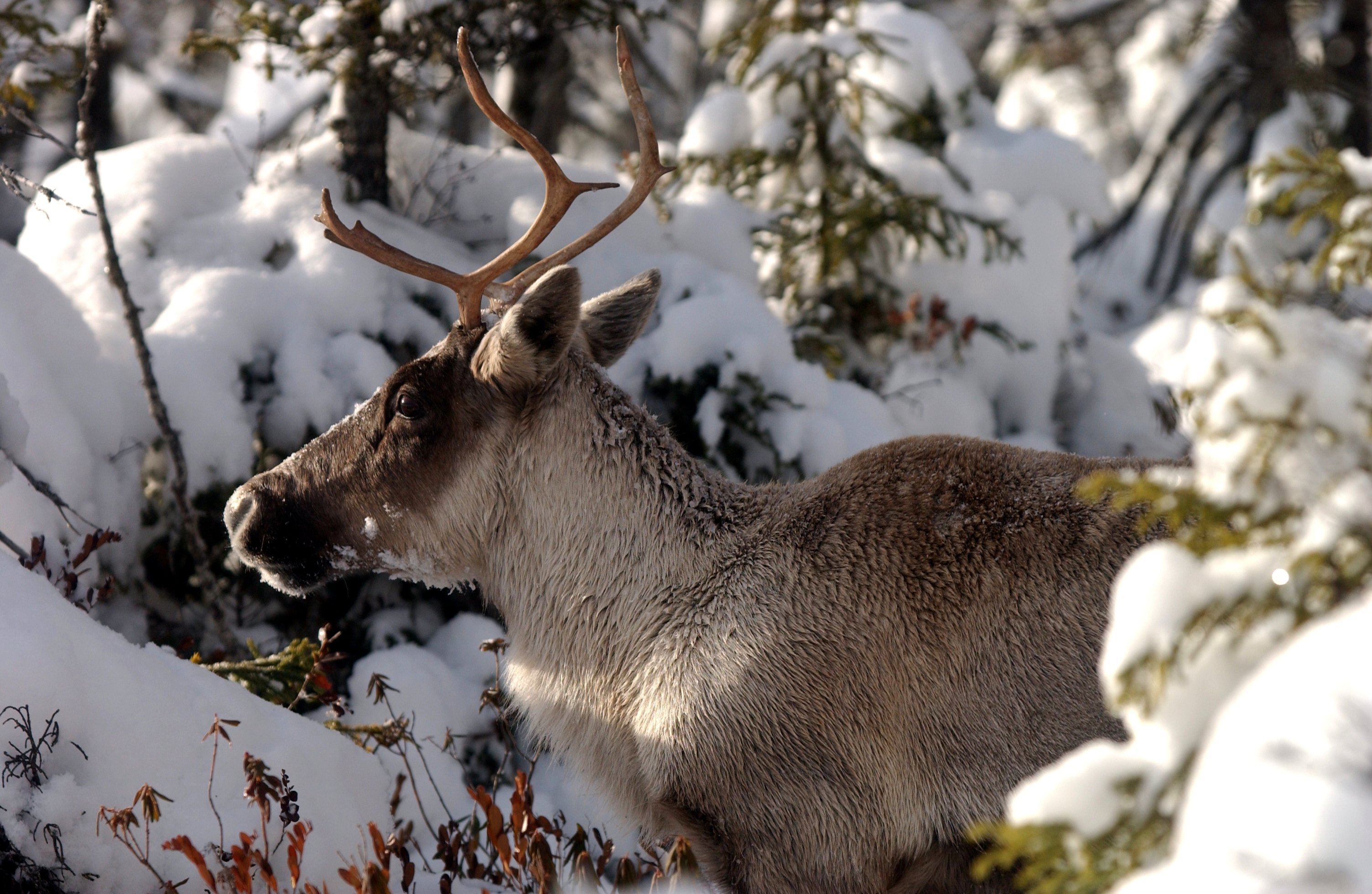
Caribou forestier.

Le territoire est occupé par la grande faune : caribou forestier, orignal et ours noir, et par la petite faune, comme le castor, divers animaux à fourrure, le lièvre d'Amérique, le porc-épic d'Amérique et d'autres espèces. Les populations des différentes espèces sont dynamiques et interreliées. Par exemple, le loup et l'ours noir sont les principaux prédateurs de plusieurs espèces, comme l'orignal, le caribou et le castor.
La densité des populations fauniques étant liée aux caractéristiques du terrain et au climat, le climat froid et peu propice au développement de la végétation fait que la région de la rivière Romaine enregistre des densités inférieures à celles d'autres régions du Québec.
La densité d'orignaux dans le territoire est l'une des plus basses au Québec, avec 0,29 orignal par 10 km2. La faible disponibilité de la nourriture, la prédation et la chasse sportive expliquent cette situation. L'orignal recherche des peuplements feuillus et mélangés pour brouter et s'abriter, ce qui représente 34 % du territoire. Ces habitats sont situés principalement dans le sud (en aval de la Romaine-2), et concentrés au bord de la rivière. Toutefois, une bonne proportion du secteur de la Romaine-3 offre un fort potentiel pour les orignaux.
Les caribous présents sur le territoire sont de l'écotype forestier, par opposition à l'écotype toundrique. Selon des suivis télémétriques réalisés entre 1993 et 2003, les troupeaux migrateurs de la toundra ne fréquentent généralement pas le secteur au sud de l'aménagement de la Romaine-4. Toutefois, quelques caribous de la rivière George ont été détectés au sud-est du lac Atikonak à l'extrémité nord-nord-ouest du bassin. Leur densité est très faible (0,37 caribou par 100 km2) et tous les caribous identifiés l'ont été dans une bande de 5 km de largeur autour du réservoir de Romaine-2. Leur faible densité sur le territoire est peut-être aussi liée au fait que le caribou est très vulnérable face à la prédation, notamment celle des loups. Il est à noter que la chasse au caribou est interdite dans ce secteur depuis 1979, mais que l'ouverture du territoire peut favoriser le braconnage et la chasse de subsistance. L'ours noir dispose d'un habitat favorable dans le territoire, principalement au sud de la Romaine-2 et au nord de la Romaine-4.

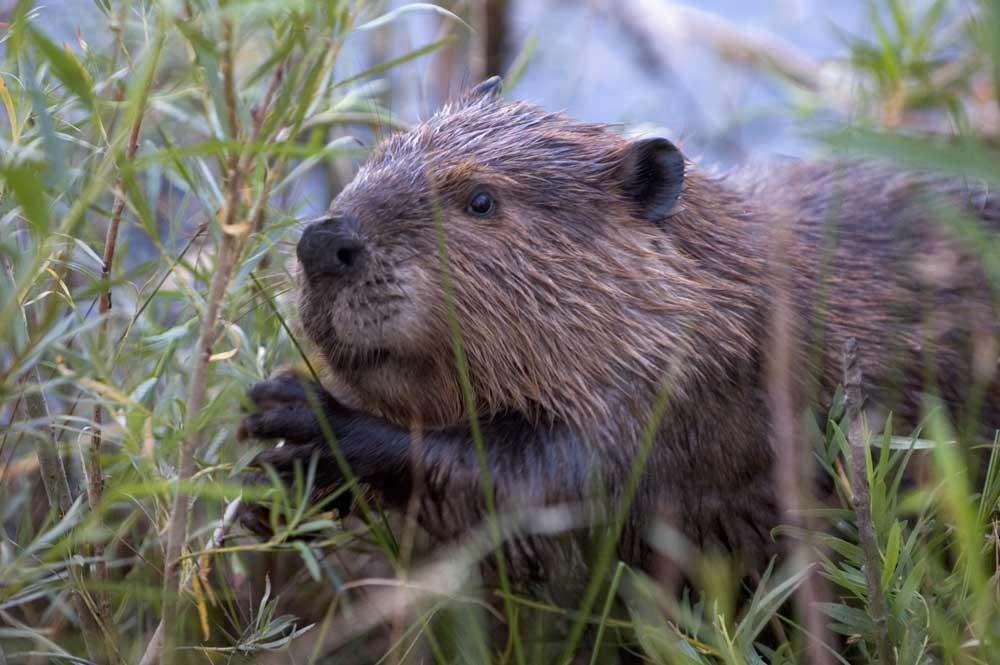
On retrouve des concentrations appréciables de castors dans le secteur de la Grande Chute et en périphérie.

On retrouve des milieux à fort potentiel pour le castor dans le réservoir de la Romaine-1 projeté, et en périphérie. On y a dénombré des concentrations de l'ordre de 3,45 à 5,55 colonies de castors par 10 km2. Outre les castors, un inventaire du milieu a permis de dénombrer 26 espèces de la petite faune dans le territoire, dont la martre d'Amérique, le lièvre d'Amérique, les écureuils, les micromammifères et les tétraoninés. Les animaux à fourrure qui sont recherchés pour le piégeage sont plus abondants dans le secteur de Romaine-4. Toutefois, les données doivent être interprétées avec prudence en raison des différentes dates des inventaires. Les peuplements mélangés et résineux contiennent une plus grande qualité et une meilleure variété d'espèces d'intérêt.
La présence de dix espèces d'amphibiens et de reptiles dans la région a été confirmée. Les espèces les plus fréquemment observées sont le crapaud d'Amérique et la grenouille du Nord. La présence de la salamandre maculée, de la rainette crucifère et de la grenouille verte est une extension vers le nord-est des aires de répartition connues de ces espèces au Québec.

### Oiseaux

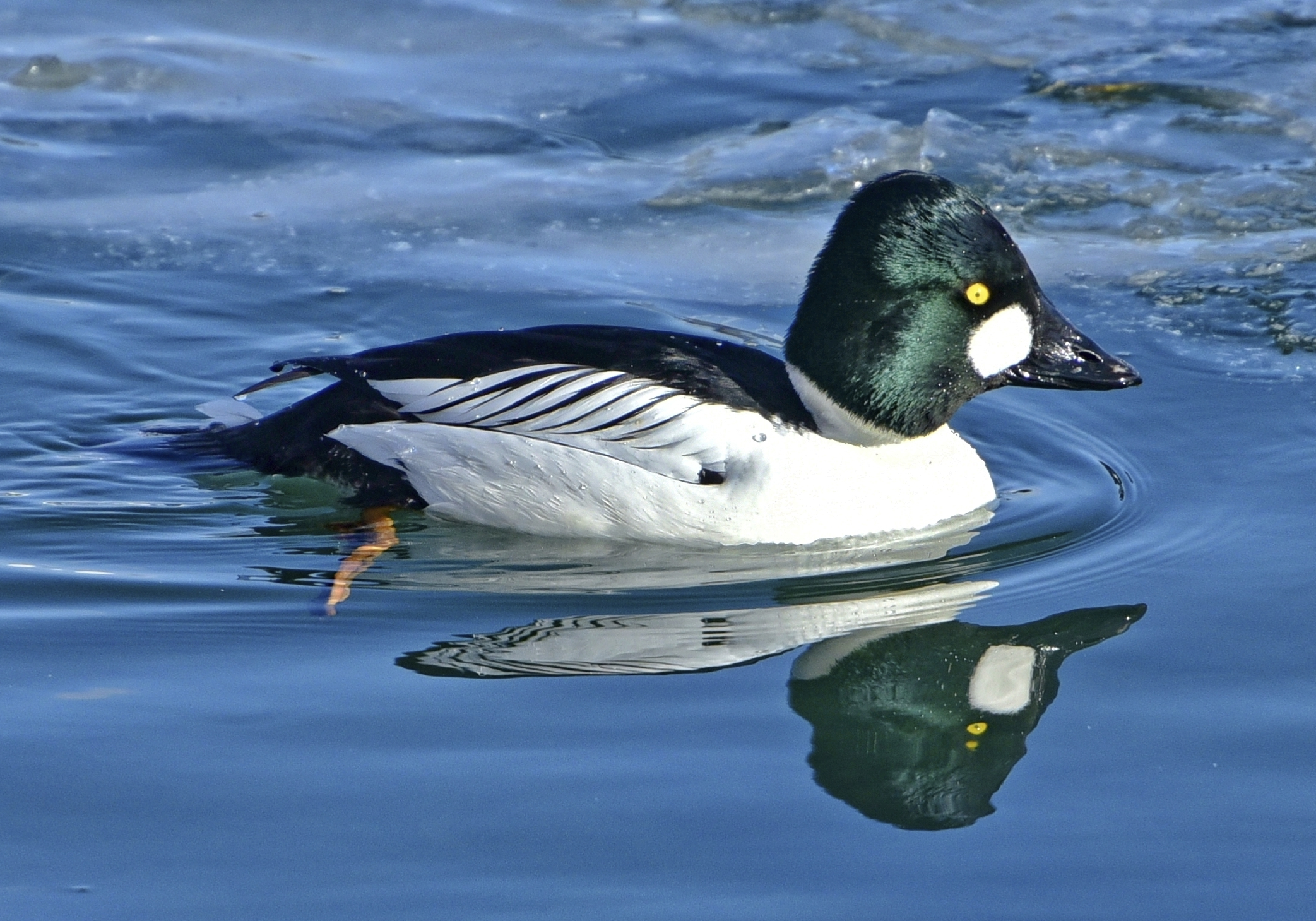
Le garrot à œil d'or (Bucephala clangula) est l'espèce de sauvagine la plus fréquente dans le secteur de la rivière Romaine.

Les inventaires du territoire ont révélé que 17 espèces de sauvagine – oies, canards et plongeons – fréquentent la rivière Romaine et les terres inondées par les réservoirs. Les espèces les plus abondantes sont le garrot à œil d'or, le canard noir, le grand harle, le fuligule à collier et le plongeon huard. La densité estimée de couples nicheurs est la plus élevée dans le secteur de la plaine côtière. La sauvagine y trouve des habitats plus productifs que dans les autres secteurs de la rivière. Deux espèces de sauvagine observées dans la région ont un statut particulier. Il s'agit de l'arlequin plongeur, dont un groupe a été observé dans la zone de l'embouchure de la rivière, et du garrot d'Islande, qui ont été vus sur les hauts plateaux des tributaires des réservoirs Romaine-2 et Romaine-3.
Treize espèces d'oiseaux de proie et le grand corbeau nichent dans le territoire. La buse à queue rousse et le balbuzard pêcheur sont les espèces les plus représentées. Toutes les espèces d'oiseaux de proie sont présentes dans la majorité des secteurs à l'exception du busard Saint-Martin et du hibou des marais, qui ne fréquentent que la zone du littoral. Parmi les oiseaux de proie à statut particulier, on a observé deux couples potentiels de pygargues à tête blanche, sans toutefois découvrir de nid dans les limites des réservoirs ou le long des tronçons de rivière court-circuités par les aménagements hydroélectriques.

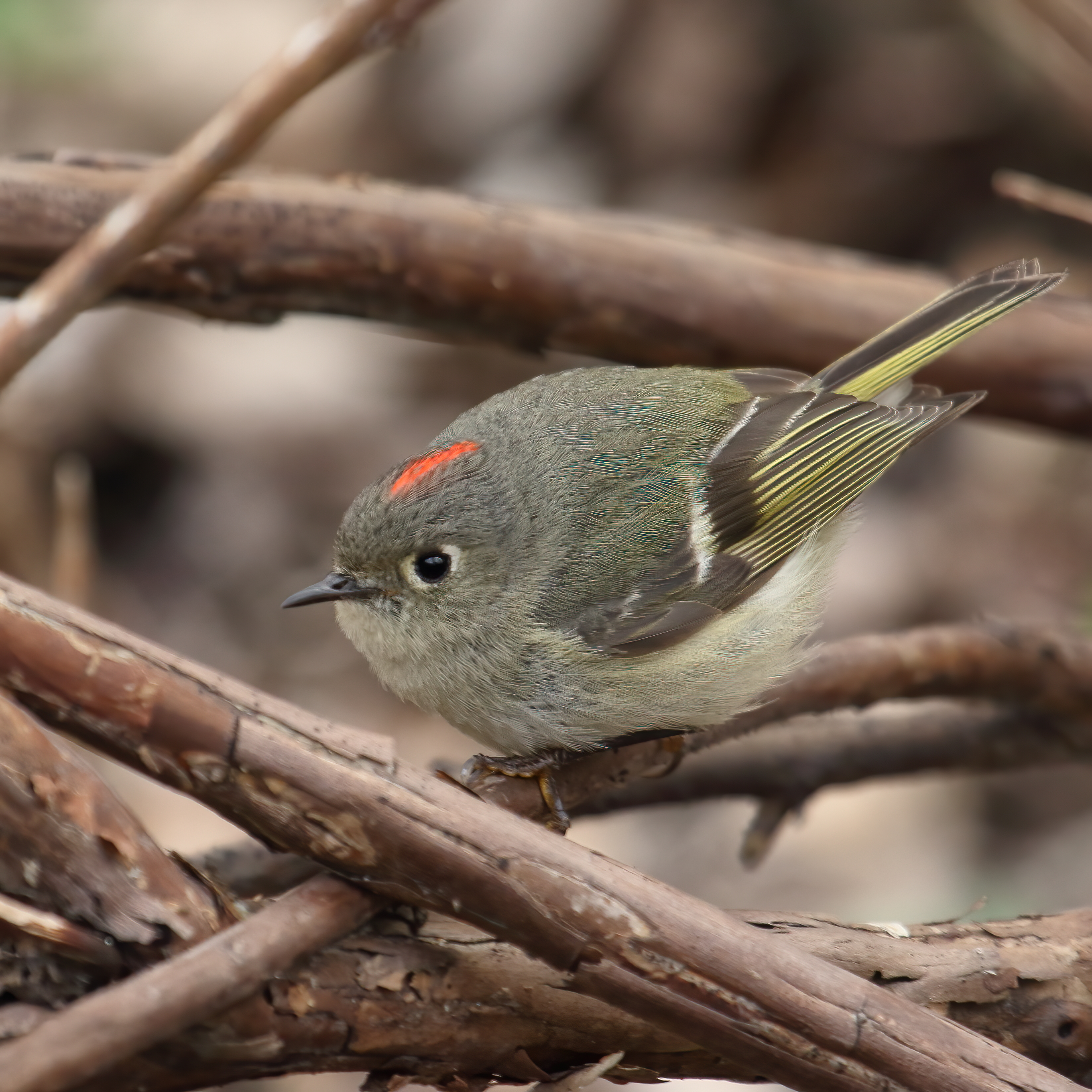
Le roitelet à couronne rubis est observé fréquemment dans le secteur des réservoirs.

Six espèces de pics et cinquante-cinq espèces de passereaux ont été observées dans les forêts. Les espèces les plus courantes dans le secteur des réservoirs de Romaine-2, Romaine-3 et Romaine-4 sont le roitelet à couronne rubis, le junco ardoisé, la grive à dos olive et le bruant à gorge blanche. Dans la zone du réservoir Romaine-1, la distinction revient au bruant à gorge blanche. La grive de Bicknell, une espèce à statut particulier, n'a été observée qu'à une seule reprise au cours d'un inventaire des oiseaux forestiers réalisé en 2001. Cette espèce n'a pas été identifiée lors d'un inventaire subséquent, réalisé trois ans plus tard.
Quinze espèces d'oiseaux aquatiques ont été observées, dont des chevaliers, des goélands, des sternes ainsi que le cormoran à aigrettes. Ils sont plus abondants dans la plaine côtière. Dans le secteur du panache de la Romaine, on a recensé soixante-deux espèces d'oiseaux, dont des bernaches, des canards barboteurs et plongeurs, des limicoles, des laridés, des alcidés et le cormoran à aigrettes. Plusieurs de ces espèces ne sont présentes sur la zone qu'au moment de leur migration. Les espèces les plus abondantes sont le canard noir, l'eider à duvet, la macreuse à front blanc, le harle huppé, le cormoran à aigrettes, le goéland argenté et les sternes pierregarin et arctique.

### Moustiques
Bien que la Côte-Nord soit « côtière », comme son nom l'indique, la région a acquis au fil des ans la réputation d'avoir un foisonnement de mouches et de moustiques,. Dans ses consignes aux touristes, l'organisme Tourisme Côte-Nord rappelle d'ailleurs qu'« il est recommandé d'utiliser un produit chasse-moustiques lors d'une excursion en forêt ».
On décompte au Québec une soixantaine d'espèces de la famille des moustiques, soixante-dix espèces de mouches noires, cent espèces de brûlots en plus des Tabanidae, qui regroupe les taons à cheval et mouches à chevreuil (ou frappe-à-bord). Les milieux riches en marécages, lacs, rivières et étangs, comme celui de la région de la rivière Romaine, sont propices au développement des populations d'insectes.
L'omniprésence des moustiques trouve un écho dans la culture autochtone de la région. Dans l'introduction d'un numéro que la revue savante Recherches amérindiennes au Québec consacre aux « petites bêtes », Frédéric Laugrand et Denys Delâge de l'Université Laval rapportent que les Innus, comme d'autres nations autochtones, élargissent la notion linnéenne d'« insecte » à d'autres « petites bêtes », qui prennent parfois d'autres proportions, comme le barbeau géant décrit dans un livre de l'anthropologue Rémi Savard. L'Uteshkan-manitush est « une sorte de punaise d’eau géante ou d’araignée, associée aux profondeurs de la terre et au milieu aquatique, sensible à la foudre et susceptible d’apparaître sous d’autres formes, comme celle d’un caribou ou d’un oiseau-tonnerre ». La tradition orale innue considère qu'il existe aussi un lien entre les petites bêtes et le chamanisme.

## Histoire

### Préhistoire
La présence humaine dans la région de la Côte-Nord débute il y a 8 000 ans, alors qu'un premier groupe amérindien traverse le détroit de Belle Isle en provenance de l'île de Terre-Neuve pour y chasser des mammifères marins (phoques, morses et baleines). Depuis les années 1950, les archéologues s'intéressent entre autres à la région de Blanc-Sablon, où des sites recèlent une quantité de vestiges matériels variés et anciens. À l'autre bout de la Côte-Nord, dans les régions comprises entre le Saguenay et la Manicouagan, les premiers arrivants proviennent de la haute vallée laurentienne. Les recherches contemporaines commencent à démontrer que la région au sud et au sud-est de la région de Montréal, autour du lac Ontario et le long de la rivière Hudson, étaient exploitées il y a 7 500  à   8 000 ans. Des traces d'occupation plus régulière du territoire datant de 6 500 ans ont été découvertes dans les régions de Tadoussac et de la haute Côte-Nord.
Plusieurs sites ont été découverts sur des terrasses élevées (jusqu'à 60 m) dans le delta formé par l'embouchure des rivières aux Outardes et Manicouagan, révélant des artefacts entre 5 500  et   5 000 ans AP. Les habitants de ces sites semblent appartenir à des groupes locaux, qui exploitent le territoire le long des bassins intérieurs. Un site à Hauterive a exposé de nombreuses traces d'hématite (ocre rouge) qui, réduit en poudre, a servi de pigment dans plusieurs cultures pour décorer les objets et les corps.
Au centre de la Côte-Nord, les groupes qui occupent les bassins hydrographiques se dispersent et tissent des liens avec des groupes de l'intérieur du territoire à partir d'il y a 4 000 ans. Bien que les données soient insuffisantes pour expliquer toutes les subtilités de l'occupation humaine dans cette région, puisque les recherches ont essentiellement porté sur la zone littorale, il reste possible d'affirmer que des individus exploitaient à l'occasion des ressources comme le saumon lors de la montaison, sans toutefois l'occuper régulièrement. Les sites archéologiques de toute la région de la Minganie, et plus particulièrement les deux rives de la rivière Mingan, sont particulièrement riches et laissent penser que ce territoire était propice à une exploitation des ressources marines.
À partir de 2 000 ans AP, l'ensemble du territoire est peuplé essentiellement par de petites bandes nomades de 300  à   400 personnes. Ce mode de vie est centré sur des activités d'exploitation des ressources, ce qui amène ces bandes à explorer de vastes territoires. Elles avaient des contacts entre elles, mais les liens culturels et sociaux n'étaient pas très serrés. C'est à cette époque qu'émergent des groupes locaux bien identifiés. Dans les bassins versants de la Moisie, de la Romaine, de la Natashquan, de l'Olomane et de la Petit-Mécatina, les groupes de chasseurs de caribou et de pêcheurs passent la plus grande partie de l'année à exploiter les ressources de l'intérieur de la péninsule du Québec-Labrador, et ne fréquentent la côte que de façon sporadique.

### 1500-1900: fourrures, pêche et colonisation
La période historique de la région commence dans la première partie du XVIe siècle. Jacques Cartier décrit la Côte-Nord et une partie de sa population pour la première fois en 1535. Installée à Québec et Tadoussac au début du XVIIe siècle, la France établit un monopole des pelleteries en concédant à des individus ou des sociétés le soin de coloniser le territoire, cette opération étant financée par la lucrative traite des fourrures. Le système établi par Henri IV en 1599 ne dure que jusqu'en 1627. À cette époque, Tadoussac est un lieu d'échange important dans ce commerce et un carrefour d'échange. Toutefois, les activités de traite étaient relativement limitées sur la Côte-Nord et s'exerçaient généralement en marge du contrôle des détenteurs du monopole. En parallèle au commerce, les missionnaires récollets et jésuites multiplient les missions le long de la Côte-Nord. La synthèse historique régionale Histoire de la Côte-Nord (1996) rappelle qu'aux débuts de la colonie, un Autochtone pouvait obtenir les mêmes droits civils que les colons européens en se faisant baptiser, ce qui permettait notamment d'obtenir un prix plus élevé pour les fourrures.
La période 1650 à 1830 marque l'arrivée de colons euro-canadiens venus s'établir de manière permanente à certains endroits du territoire. Ils entretiendront des relations avec des groupes d'Autochtones qui, de leur côté, maintiendront longtemps leur mode de subsistance traditionnel et leur utilisation du territoire. À la longue toutefois, la présence des établissements permanents et les pêcheurs de passage changeront progressivement les habitudes des Autochtones qui fréquentent le littoral, entraînant à terme leur marginalisation. En 1830, la Compagnie de la Baie d'Hudson obtient le monopole du commerce sur le territoire de la Minganie. La compagnie s'intéresse surtout au commerce des fourrures avec les groupes d'Amérindiens qui parcourent le territoire depuis des siècles et à la pêche au saumon, pour laquelle elle recrute des Canadiens français.
Vivant une existence difficile aux îles de la Madeleine en raison des disettes et de la tyrannie des « seigneurs exploiteurs », des familles acadiennes quittent l'archipel à partir des années 1850 pour tenter leur chance sur la Côte-Nord. En 1855, cinq familles de Havre-aux-Maisons s'embarquent à bord de la goélette Mariner en direction du continent. Après avoir exploré la côte pour trouver un site propice, ils débarquent à Mingan, où le gérant de la Compagnie de la Baie d'Hudson les empêche de rester. Forts de l'appui du missionnaire Charles Arnaud, ils s'installent finalement un peu plus à l'est, au lieu-dit de la Pointe-aux-Esquimaux. Ce village, aujourd'hui connu sous le nom de Havre-Saint-Pierre, compte 221 habitants en 1860. Plus de 1 000 personnes y vivent en 1880.

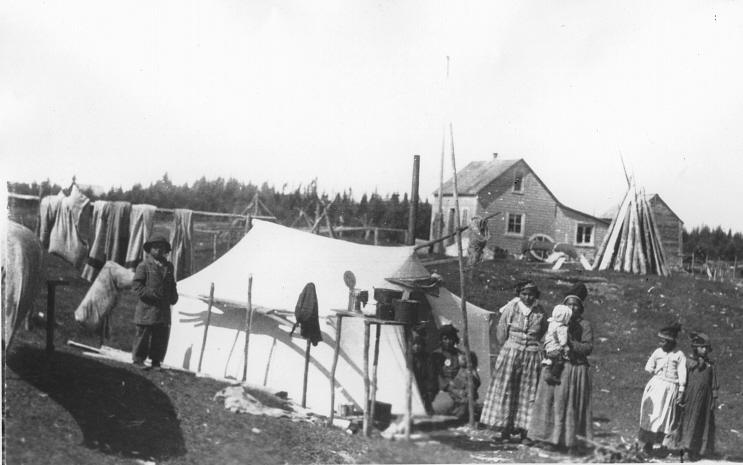
Un groupe d'Innus à Mingan, dans les années 1920.

Dans le cadre de son ministère, le père oblat Louis Babel était amené à voyager en canot à la rencontre des Innus, de Mingan à la rivière Churchill, dans les années 1860. Ces tournées, qui prenaient l'allure d'expéditions, lui permettent de ramener des informations utiles sur le cours supérieur de la rivière Romaine, en amont de la confluence avec la petite rivière Romaine. Babel la décrit comme suit : « Si elle est belle dans le haut des terres, elle est bien loin de l’être proche de la mer […] ; elle est trop turbulente et ses portages trop difficiles. »
En 1894, le géologue et explorateur Albert Peter Low de la Commission géologique du Canada, et son assistant Daniel Isaac Vernon Eaton, descendent le cours supérieur de la rivière Romaine à partir de sa source jusqu'à 100 miles de la côte. Ils portagent jusqu'à la rivière Saint-Jean pour conclure une expédition de deux ans au Labrador,,.

### Période contemporaine
En 1944, la société américaine Hennicott Copper Corporation fait évaluer le potentiel de la ressource en fer-titane de la région du lac Allard, à une quarantaine de kilomètres au nord de Havre-Saint-Pierre. Les prospecteurs découvrent en 1946 un vaste gisement d'ilménite estimé à plus de 100 millions de tonnes. La découverte justifie la création de la Quebec Iron and Titanium (QIT) et la construction d'un concasseur, d'un chemin de fer de 43 km et d'un quai de chargement, situé à l'ouest de Havre-Saint-Pierre. Le minerai concassé est transporté par bateau à Sorel pour être transformé en pigment blanc, utilisé entre autres dans la fabrication de la peinture.
En 1963, le gouvernement fédéral crée une réserve indienne à Mingan, sur un territoire de 19 km2, cédé par le gouvernement du Québec. Une chapelle et une quarantaine de maisons permettent à la plupart des Innus d'Ekuanitshit de s'installer de façon permanente. Le territoire de la réserve est agrandi à deux reprises, en 1983 et en 1996.

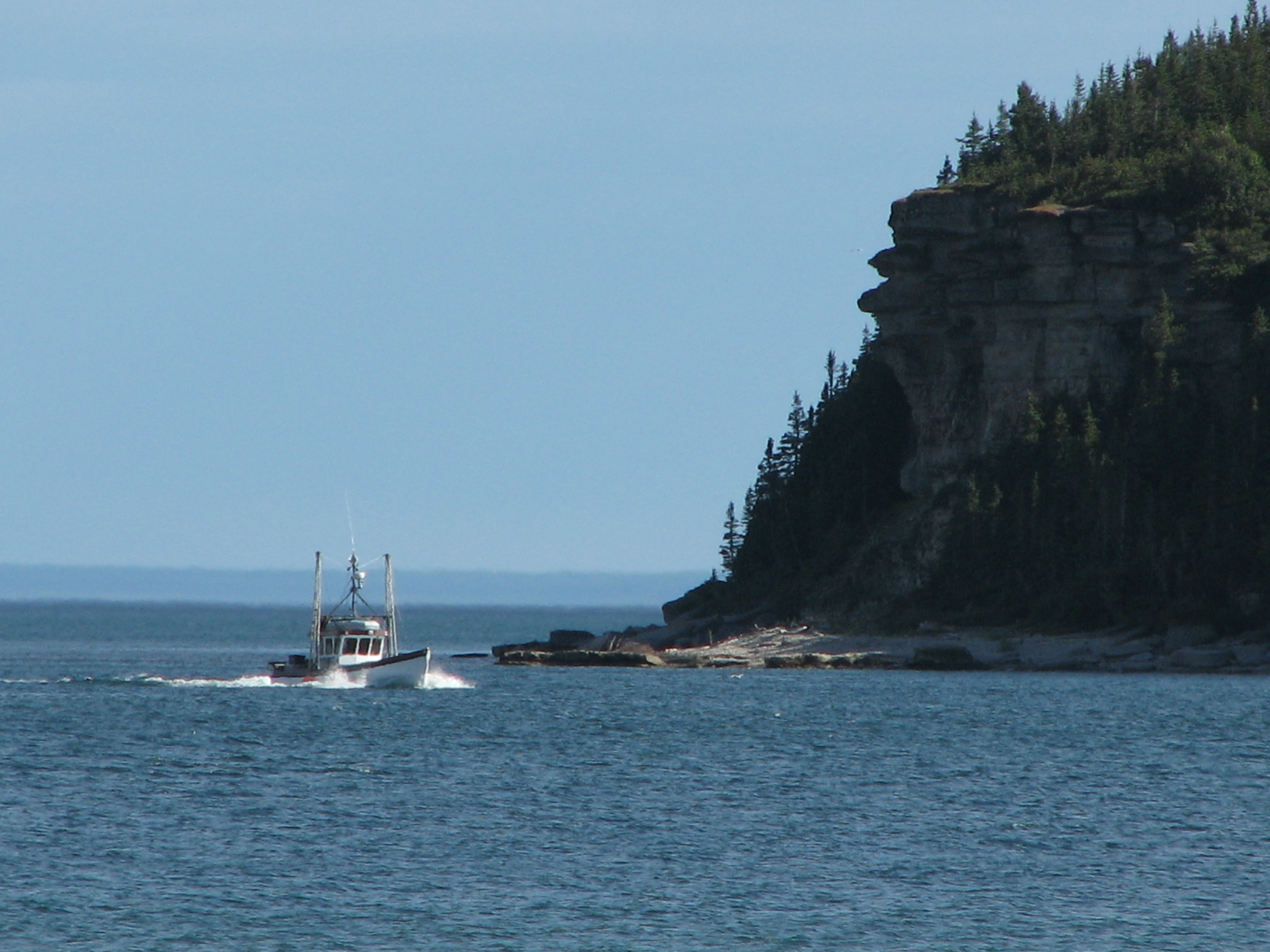
La pêche a longtemps été le gagne-pain traditionnel des communautés minganaises.

L'importance du secteur des pêcheries, gagne-pain traditionnel des communautés nord-côtières isolées, diminue grandement dans la région de Havre-Saint-Pierre après l'ouverture de la mine de la QIT. Jusque dans les années 1970, ce secteur est victime de ses pratiques largement artisanales, d'une flotte sous-équipée et de prix très bas, ce qui rend les populations dépendantes des transferts gouvernementaux. La situation s'améliore durant les années 1980, grâce notamment à une forte demande pour le crabe des neiges et à la modernisation de la flotte minganoise, mais chute à nouveau durant la décennie suivante en raison de la quasi-disparition des stocks de morue.
Le prolongement de la route 138 jusqu'à Havre-Saint-Pierre en 1976 désenclave la population de la Minganie et ouvre le territoire à un plus grand nombre de touristes qui peuvent désormais découvrir les attraits naturels de cette région, notamment ceux du parc national de l'Archipel-de-Mingan,, créé en 1984.
À l'aube du XXIe siècle, Havre-Saint-Pierre vit du tourisme, de la pêche commerciale, constituée à 96 % de mollusques et de crustacés, et de l'exploitation du gisement d'ilménite de la Rio Tinto Fer et Titane (RTFT) du lac Tio, situé à 43 km de la municipalité.  Outre les installations minières, la compagnie exploite un chemin de fer privé qui relie la mine à un terminal portuaire sur la côte Hydro-Québec y a établi un centre administratif qui emploie 70 personnes.

## Organisation et aménagement du territoire
À l'exception de l'extrémité nord-est du bassin versant, situé sous contrôle effectif de Terre-Neuve-et-Labrador, le bassin versant de la rivière Romaine est situé dans la région administrative de la Côte-Nord, dans la municipalité régionale de comté de la Minganie. La rivière s'écoule dans le territoire non organisé de Lac-Jérôme et la municipalité de Havre-Saint-Pierre. À l'embouchure de la rivière, les îles du littoral font partie de la réserve de parc national de l'Archipel-de-Mingan, administrée par Parcs Canada.
Comme 99 % des terres de la Côte-Nord, les terres dans le bassin versant de la Romaine appartiennent presque toutes au domaine de l'État, et relèvent du ministère des Ressources naturelles et des Forêts du Québec,. En 2015, trois types d'affectation du territoire étaient présents dans le bassin versant : l'affectation forestière comptait pour 78,3 % de la superficie, l'aire récréative occupait 20,6 %. L'aire de conservation, correspondant aux rivières Romaine et Puyjalon, ne constitue que 0,8 % du territoire.

### Milieux protégés

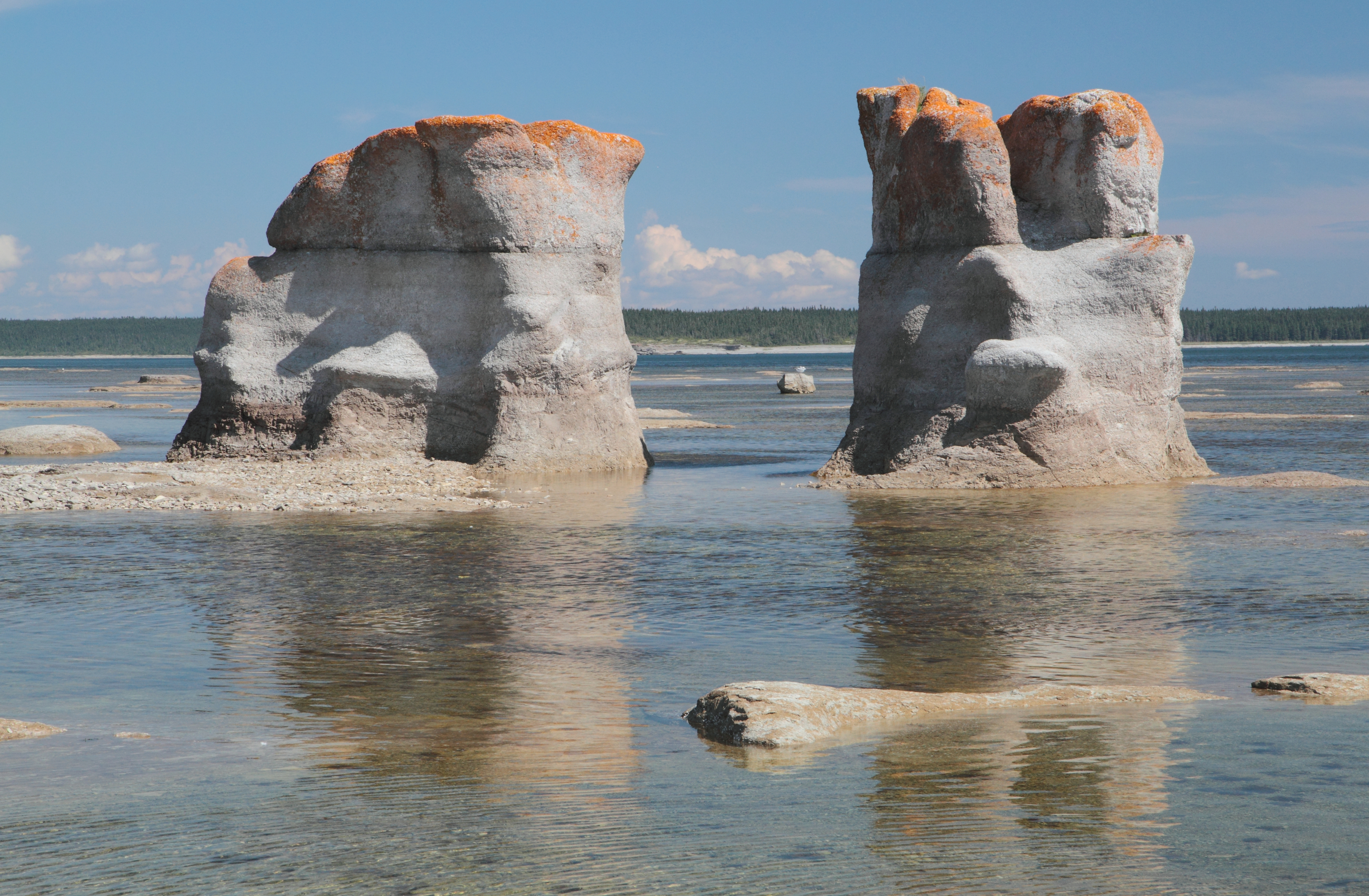
Des monolithes naturels de l'île Quarry, dans la réserve de parc national de l'Archipel-de-Mingan.

Le gouvernement du Québec a établi de manière permanente la réserve de biodiversité Katnukamat en 2019. Située à l'extrémité nord-ouest du bassin versant et adossée à la frontière du Labrador, l'aire protégée occupe une superficie de 532,91 km2. Elle est située entièrement à la tête du bassin hydrographique de la Romaine et représente 3,7 % de sa superficie. Environ 15 % de la réserve est recouverte de lacs, dont la plupart sont allongés et encaissés dans d'étroites vallées d'orientation nord-ouest - sud-est. Le plus grand d'entre eux, le lac aux Sauterelles, a une superficie de 17 km2 et une longueur de 20 km. Les lacs alimentent la rivière aux Sauterelles qui a un nombre de Strahler de 4.
La rivière Romaine se jette dans le détroit de Jacques-Cartier en face de la réserve de parc national de l'Archipel-de-Mingan. Aire protégée sous juridiction fédérale depuis 1983, elle comprend 20 îles principales et plus de 1 000 îles, îlots et cayes situées le long de la côte sur une distance de 150 km, qui va de Longue-Pointe-de-Mingan à Aguanish.
En face de l'embouchure de la Romaine, le sous-sol composé de roches sédimentaires : calcaire, grès, shales et siltstone daté de l'Ordovicien moyen, a été sculpté par la nature. L'action combinée du climat, de la mer et la friabilité du terrain a créé des paysages qui « en mettent plein la vue », pour reprendre l'expression utilisée par Parcs Canada pour décrire l'archipel.

### Utilisation par les Minganois

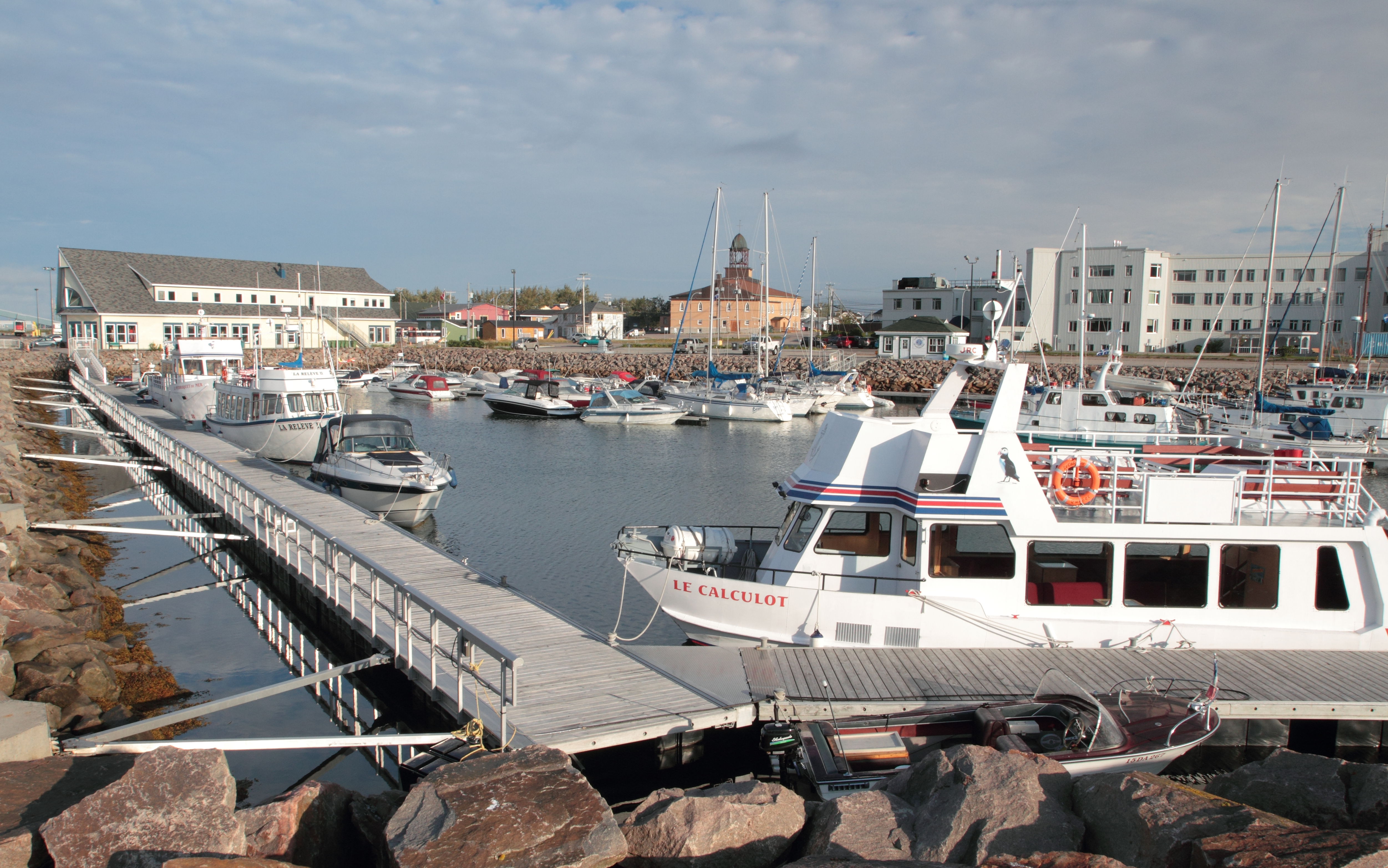
La marina de Havre-Saint-Pierre.

À l'exception des infrastructures minières du lac Tio, le milieu bâti du secteur est confiné à une étroite bande de territoire le long de la route 138 en bordure du golfe du Saint-Laurent et au noyau urbain de Havre-Saint-Pierre. Avec une population de 3 395 habitants en 2020, cette municipalité est la seule agglomération de plus de 1 000 habitants de la Minganie. Des zones de villégiature sont réparties le long de la côte, et l'activité économique et sociale se concentre dans le milieu urbain,.
Le territoire non organisé de Lac-Jérôme, qui regroupe tout le territoire au nord des autres municipalités de la Minganie, ne compte aucun résident permanent. Les activités dominantes dans l'arrière-pays sont la chasse, la pêche, le piégeage et la villégiature. Avant la construction de la route de la Romaine, le réseau routier de la municipalité se limitait à peu près à la route nationale. Les utilisateurs du territoire devaient donc utiliser la motoneige et le quad pour circuler à l'intérieur des terres. Cette difficulté de circuler dans le territoire explique qu’un relevé mené avant l'aménagement du complexe hydroélectrique ne dénombrait qu'une trentaine de bâtiments et d'abris sommaires, avec ou sans bail d'occupation, en bordure de la rivière Romaine.
Un peu plus de 10 % du bassin versant de la Romaine est situé à l'intérieur des limites municipales. L'Organisme de bassins versants Duplessis note toutefois que le noyau urbain de Havre-Saint-Pierre n'est pas situé dans le bassin versant de la rivière Romaine proprement dit, mais dans celui de la zone du ruisseau côtier Nord-Ouest, qui lui est adjacent.

### Utilisation par les Innus
Parmi les sept communautés innues consultées dans le cadre de l'étude d'impact d'Hydro-Québec – Mingan (Ekuanitshit), Nutashkuan, Unaman-shipu, Pakua-shipi Uashat mak Mani-utenam au Québec ; Sheshatshiu et Natuashish au Labrador –, seules les deux premières utilisent régulièrement les terres de la région de la rivière Romaine pour pratiquer l'Innu Aitun, le mode de vie traditionnel innu.
Pour les Innus d'Ekuanitshit, dont la réserve de Mingan est toute proche, la rivière Romaine et son bassin versant sont un lieu privilégié pour pratiquer les activités d'Innu Aitun : chasse, piégeage, pêche au saumon et rassemblements familiaux. Le secteur des rivières Puyjalon, Bat-Le-Diable, Allard et au Foin sont plus fréquentés, parce que plus facilement accessibles, particulièrement pour le piégeage du castor en hiver. Les Innus d'Ekuanitshit fréquentent aussi la zone côtière pour y pratiquer la chasse à la sauvagine et au porc-épic, ainsi que quelques secteurs sur la rivière Romaine, dans le secteur du bassin des Murailles, à la confluence de la Romaine avec les rivières de l'Abbé-Huard et Bernard et tout le secteur au nord de la rivière Jérôme vers le lac Brûlé.
De leur côté, les Innus de Nutashkuan fréquentent les lacs du bassin de la rivière Corneille (comme les lacs du Vingt-Deuxième-Mille, en Travers et Ferland), dont l’accès est facilité par la proximité de la route 138. Ils fréquentent aussi une zone dans le piémont, qui s'étend jusqu'au bassin de la rivière de l'Abbé-Huard, et une troisième zone, qui mène au secteur du lac Brûlé.

### Projet hydroélectrique

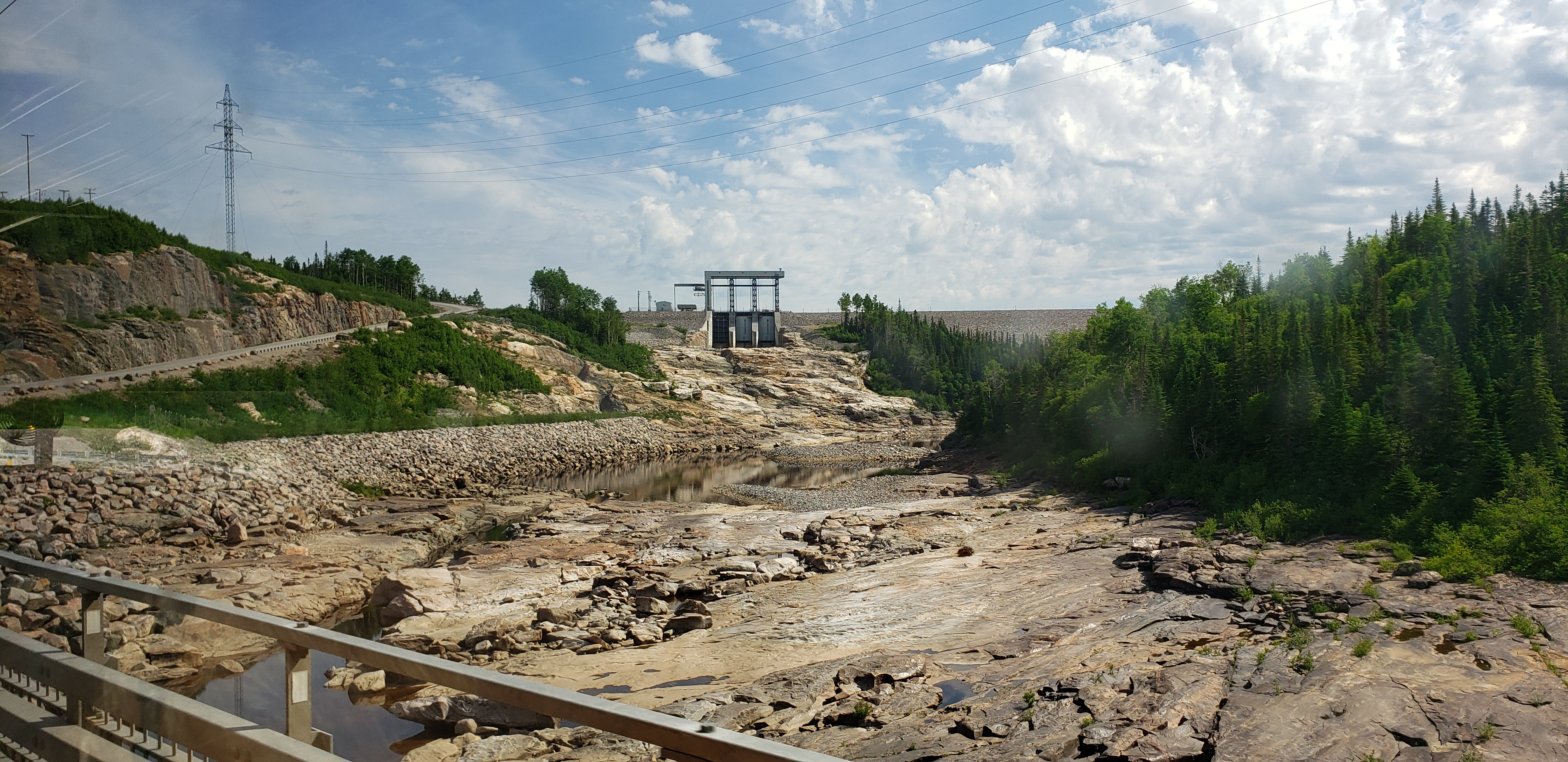
L'évacuateur de crues et le barrage de la Romaine-1. Cet aménagement hydroélectrique de 270 mégawatts est en service depuis 2016. Parmi les quatre aménagements du complexe de la Romaine, il est celui qui est situé le plus près de l'embouchure.

Le potentiel hydroélectrique de la rivière Romaine est connu de longue date et son développement est étudié depuis cent ans. La plus ancienne étude a été réalisée par la Commission des eaux courantes de Québec en 1921. Cette étude a été mise à jour et augmentée à deux reprises dans les années 1950. Entre 1967 et 2001, Hydro-Québec a mené quatre études détaillées d'aménagement de la rivière, en 1967, de 1977 à 1984, de 1997 à 2000 et en 2001.
En 2004, la société d'État québécoise a finalement jeté son dévolu sur un concept de développement en escalier de la rivière, qui avait d'abord été évoqué dans l'étude de 1984. Le complexe hydroélectrique présenté dans l'étude d'impact de décembre 2007 comprend notamment la construction de quatre centrales d'une puissance installée de 1 550 mégawatts, de quatre ouvrages de retenue aux points kilométriques 52,5, 90,3, 158,4 et 191,9, de deux camps de travailleurs et d'une route d'accès de 150 km. La production annuelle moyenne du complexe est estimée à 8,0 TWh par année.
Le projet a été étudié par une commission d'examen conjoint, formée de représentants du gouvernement du Canada et du Bureau d'audiences publiques sur l'environnement. Son rapport, publié en février 2009, conclut que le projet « n’est pas susceptible d’entraîner d’effets environnementaux négatifs importants. Une telle conclusion est toutefois conditionnelle à la mise en œuvre des mesures d’atténuation, de compensation et de suivi prévues par le promoteur, ainsi que celles proposées par la commission. »
La construction du projet, évalué au départ à 6,5 milliards de dollars canadiens, a été lancée le 13 mai 2009 par le Premier ministre Jean Charest. Les mises en service du complexe de la Romaine ont été échelonnées sur plusieurs années : la centrale la plus puissante du complexe, Romaine-2 (640 MW), a d'abord été mise en service en décembre 2014. Elle a été suivie de Romaine-1 (270 MW) en novembre 2015 et de Romaine-3 (395 MW) en octobre 2017. 
La construction de la quatrième centrale, Romaine-4 (245 MW), a été ralentie par des accidents de chantier mortels, la fermeture du chantier pour résoudre les problèmes de santé-sécurité au travail et la pandémie de Covid-19. Elle a finalement été mise en service en septembre 2022 après deux ans de retard. Le complexe a été inauguré par le Premier ministre du Québec, François Legault, et le président-directeur général d'Hydro-Québec, Michael Sabia, le 12 octobre 2023. Figuraient au nombre des invités le chef de la communauté innue d'Ekuanitshit, Jean-Charles Piétacho, et l'ancien Premier ministre Jean Charest. En définitive, les coûts de construction du complexe se sont élevés à 7,4 milliards de dollars, pour un coût de production unitaire de 6,4 cents par kilowattheure.